# Мелинте, Дойна
Дойна Офелия Мелинте (рум. Doina Ofelia Melinte, род. 27 декабря 1956[…], Mlenăuți, Ботошани), девичья фамилия Бешлиу (рум. Beşliu) — румынская легкоатлетка, олимпийская чемпионка, чемпионка мира и Европы.
Родилась в 1956 году в Бакэу. В 1980 году выступила на дистанции 800 м на Олимпийских играх в Москве, и сумела дойти до полуфиналов. В 1981 году стала чемпионкой Универсиады. В 1984 году завоевала золотую (на дистанции 800 м) и серебряную (на дистанции 1500 м) медали Олимпийских игр в Лос-Анджелесе, а также серебряную медаль (на дистанции 800 м) чемпионата Европы в помещении. В 1985 году завоевала золотую медаль (на дистанции 1500 м) чемпионата Европы в помещении. В 1986 году стала бронзовой призёркой чемпионата Европы на дистанции 1500 м. В 1987 году на дистанции 1500 м завоевала бронзовую медаль чемпионата мира и золотую медаль чемпионата мира в помещении. В 1988 году приняла участие в Олимпийских играх в Сеуле, где стала 9-й на дистанции 1500 м, а на чемпионате Европы в помещении завоевала золотую медаль. В 1989 году на дистанции 1500 м стала чемпионкой мира в помещении, а в 1990 — чемпионкой Европы в помещении. В 1992 году на дистанции 1500 м завоевала бронзовую медаль чемпионата Европы в помещении, но на Олимпийских играх в Барселоне не смогла добиться наград.